# دو إت أغين
دو إت أغين (Do it again) هي أغنية صدرت سنة 2015 للمغنية الأمريكية بيا ميا رفقة كريس براون و تايجا.

## روابط خارجية
- كلمات الأغنية الكاملة على مترولايركس
- Pia Mia featuring Chris Brown and Tyga – "Do It Again" (music video) على يوتيوب

قالب:أغاني كريس براون